# کرافورد (شهرستان راسل، آلاباما)
کرافورد (به انگلیسی: Crawford) یک منطقهٔ مسکونی در ایالات متحده آمریکا است که در شهرستان راسل، آلاباما واقع شده‌است. کرافورد ۱۳۵٫۹۴ متر بالاتر از سطح دریا واقع شده‌است.